# Рабочая улица (Мелитополь)
Рабочая улица (укр. Робоча вулиця) — улица в Мелитополе. Начинается проездом за многоэтажным домом по Интеркультурной улице, 95, где также есть выходы на Днепровский, Волынский и Балтийский переулки. Заканчивается на Гетманской улице.
Состоит из частного сектора. Покрытие в разных местах грунтовое (в начале), плиточное (возле перекрёстка с улицей Университетской) и асфальтное (в конце).

## История
Точная дата появления улицы неизвестна. Впервые она упоминается в 1922 году в описании земельных владений как Симферопольская. В то время местность между проспектом Богдана Хмельницкого и железной дорогой называлась Новым Мелитополем (сейчас это название носит другой район).
В 1929 году, когда по городу прокатилась волна переименований, улица стала называться Рабочей. В это же время свои нынешние названия получил и ряд соседних улиц (улица Фролова, переулки Днепровский, Балтийский, Волынский, Запорожский, Ростовский).
В 1948 году горисполком принял решение об очередном переименовании улицы, на этот раз в честь 30-летия Комсомола, но это название за улицей не закрепилось.

## Галерея
|                                  |                                                |                                                  |                                                             |
| начало со стороны ул. Гетманской | вид на многоэтажный дом по ул. Гетманской, 125 | спуск в районе перекрёстка с ул. Университетской | вид на гаражи и многоэтажный дом по ул. Интеркультурной, 95 |